# 盖莱尔·尚多尔
盖莱尔·尚多尔（匈牙利語：Gellér Sándor，1925年7月12日—1996年3月13日），匈牙利男子足球运动员，司职守门员。他曾入选1952年夏季奥运会匈牙利男子足球队，但并未上场参赛。他也曾参加1954年国际足联世界杯。